# Groningen (provinca)
Groningen (nizozemska izgovorjava: [ˈɣroːnɪŋə(n)] (); Gronings; zahodnofrizijsko Grinslân ) je najbolj severovzhodna provinca Nizozemske. Na zahodu meji na Frizijo, na jugu na Drenthe, na vzhodu na nemško zvezno deželo Spodnja Saška in na severu na Waddensko morje. Februarja 2020 je imel Groningen 586.309 prebivalcev  in skupno površino 2.960 km2.
Zgodovinsko gledano je bilo območje v različnih časih del Frizije, Frankovskega cesarstva, Svetega rimskega cesarstva in Nizozemske republike, držav predhodnice sodobne Nizozemske. V 14. stoletju je mesto Groningen postalo član Hanzeatske lige.
Glavno mesto in največje mesto v pokrajini je mesto Groningen (231.299 prebivalcev  ). Od leta 2016 je René Paas kraljev komisar v provinci.  Pokrajina je razdeljena na 10 občin.
Zemljišče se uporablja predvsem za kmetijstvo. V Delfzijlu in Eemshavnu sta pristanišči. Plinsko polje Groningen, eno največjih na svetu, je bilo odkrito leta 1959. Provinca je dom Univerze v Groningenu in Univerze uporabnih znanosti Hanze.

## Zgodovina
Groningen je bil prvotno del Frizije. Okoli leta 785 je postal del Frankovskega cesarstva. Karel Veliki je pokristjanjevanje te nove posesti dodelil Ludgerju.
V 11. stoletju je bilo mesto Groningen vas v Drentheju, ki je pripadalo knezoškofiji Utrecht, medtem ko je bila večina province v knezoškofiji Münster.
V srednjem veku je bil osrednji nadzor na daljavo in mesto Groningen je delovalo kot mesto-država, ki je imelo prevladujoč vpliv na okoliški Ommelanden. V 14. stoletju je Groningen postal eno izmed mest Hanzeatske lige. V naslednjih letih je Groningen razširil svoj vpliv. Na svojem vrhuncu je bila skoraj vsa sedanja provinca Frizija pod vplivom in nadzorom Groningena.
Malo pred letom 1498 je Maksimilijan I., cesar Svetega rimskega cesarstva, dal Groningen in Frizijo Albertu III., vojvodi Saškemu, ki pa ni mogel vzpostaviti stalnega nadzora. Leta 1514/15 je Groningen pripadel k vojvodini Guelders, leta 1536 pa kot gospostvo Groningen k habsburški Nizozemski.
Leta 1594 je Groningen, ki je bil v španskih rokah, zasedla Republika Nizozemska, predhodnica Nizozemske v okviru katere je do danes.
Med drugo svetovno vojno je Nizozemsko okupirala nacistična Nemčija. Aprila 1945 se je 2. kanadska divizija borila v bitki pri Groningenu, ki se je končala z osvoboditvijo mesta in smrtjo 130, ujetih 5212 in begom 2000 nemških vojakov. Maja 1945 je 5. kanadska divizija v bitki pri Delfzijlu zajela še 3000 nemških vojakov, nato pa so bile osvobojene vse severne province. 
Vzhodni Groningen je bil v 19. in 20. stoletju prizorišče posebej ostrega razrednega boja. Morda ni naključje, da se Groningen lahko pohvali z edino občino (Beerta), kjer je Komunistična partija Nizozemske kadarkoli imela županjo (Hanneke Jagersma). 

## Geografija
Groningen je 7. največja provinca na Nizozemskem. Ima skupno površino 2.960 km2 (1.140 sq mi)  , z 2.325 km2 (898 sq mi)   zemlje in 635 km2 (245 sq mi)   vode. Približno 80% zemlje ali 1.876 km2 (724 sq mi)   se uporablja za kmetijstvo . Ostalo zemljišče je: 9% ali 158 km2 (61 sq mi) pozidanih ali delno pozidanih površin, 6 % ali 144 km2 (56 sq mi)   narave, 3 % ali 66 km2 (25 sq mi)   infrastrukture in 2 % ali 43 km2 (17 sq mi)   rekreacijskega območja. 
Zemljišče v Groningenu je ravno. Velik del province je pod morsko gladino.  Hasseberg pri Sellingenu leži na 14,6 m nad morsko gladino in je najvišja točka. 
Plinsko polje Groningen blizu Slochterena je osmo največje  polje zemeljskega plina na svetu. Od leta 1986 je izkoriščanje tega plinskega polja v regiji povzročilo potrese z magnitudo do 3,6. 
V Waddenskem morju Groningen, ki je od leta 2009 Unescov seznam svetovne dediščine,  sta peščeni breg Simonszand in naravni rezervat Rottum, ki ga sestavljajo trije nenaseljeni otoki Rottumeroog, Rottumerplaat in Zuiderduintjes. Nacionalni park Lauwersmeer ( IUCN kategorija II) se nahaja na meji med Groningenom in Frizijo.

### Upravna razdelitev
Pokrajina Groningen se imenuje tudi Stad en Ommelanden, kar pomeni mesto Groningen in njegova okoliška ozemlja, ki so zgodovinske regije Fivelingo, Hunsingo, Oldambt, Westerkwartier in Westerwolde.
Pokrajina ( Nomenklatura teritorialnih enot za statistiko ali NUTS raven 2) je razdeljena na tri regije COROP (NUTS raven 3): vzhodni Groningen, Delfzijl in okolica ter preostali del Groningena. Regije COROP se uporabljajo za statistične namene.
Pokrajina je prav tako razdeljena na 10 občin, od katerih ima vsaka svojo lokalno upravo. Trenutno je Groningen najbolj naseljena in najgosteje poseljena občina,   ki vsebuje največje mesto. 

### Podnebje
Provinca Groningen ima oceansko podnebje ( Köppenova klasifikacija podnebja : Cfb).

## Demografija
1. januarja 2014 je imela provinca Groningen 582.640 prebivalcev in gostoto prebivalstva 1.968/km2 (5.100/sq mi)  , zaradi česar je 9. najbolj naseljena provinca in 8. najgosteje poseljena provinca na Nizozemskem.   Mesto Groningen je najbolj naseljeno mesto v provinci in 6. najbolj naseljeno mesto na Nizozemskem.
1. januarja 2013 je bilo 92,2 % celotnega prebivalstva provinc rojenih na Nizozemskem; in od 7,8 %, ki so bili rojeni v tujini, je deset najpogostejših tujih držav izvora sosednja Nemčija (1,09 %), nekdanje kolonije in odvisnosti Indonezija (0,60 %), Nizozemski Antili in Aruba (0,55 %), Surinam (0,54 %), druge države pa Turčija (0,41 %), Sovjetska zveza (0,36 %), Kitajska (0,32 %), Poljska (0,26 %), Jugoslavija (0,26 %) in Velika Britanija (0,18 %). 

## Vera
Leta 2015 je 18,7 % prebivalstva pripadalo protestantski cerkvi na Nizozemskem, medtem ko je bilo 4,9 % rimskokatolikov, 1,3 % muslimanov in 6,7 % drugih cerkva ali veroizpovedi. Več kot polovica (68,4 %) prebivalstva se je opredelila za neverne.

## Gospodarstvo
Mesto Groningen je gospodarsko središče province.  V 14. stoletju je mesto postalo član Hanzeatske lige.  Trenutno so nekateri največji delodajalci v mestu  Univerzitetni medicinski center Groningen z 12.141 zaposlenimi,  Univerza v Groningenu s 5.591 zaposlenimi,  občina Groningen s 3.063 zaposlenimi,  Izobraževalna služba (DUO) z 2.000 zaposlenih,  in Gasunie s 1748 zaposlenimi. 
Drugo gospodarsko pomembno območje je delta Emsa z morskima pristaniščema Delfzijl in Eemshaven .   Leta 2015 je v obe pristanišči Groningen skupaj priplulo 11.589 tovornih plovil, 7.111 morskih plovil in 4.478 plovil za celinske plovbe. Pristanišča so imela pretovor 11.309.000 ton tovora.  Kemična industrija v bližini Delfzijla se nahaja v Chemie Parku v Farmsumu s tovarnami AkzoNobel, Lubrizol in Teijin Aramid .  Tako GDF Suez  kot Vattenfall  imata elektrarno na zemeljski plin v Eemshavnu, Essent  pa tam gradi elektrarno na premog.
Bruto domači proizvod (BDP) province je leta 2018 znašal 25 milijard €, kar je predstavljalo 3,2 % nizozemske gospodarske proizvodnje. BDP na prebivalca, prilagojen glede na kupno moč, je v istem letu znašal 37.300 € ali 124 % povprečja EU27. 
Leta 1959 so odkrili plinsko polje Groningen blizu Slochterena,  NAM pa je polje začela izkoriščati leta 1963.  To je povzročilo nizozemsko bolezen in povzročilo potrese .
Leta 2013 je bilo v Groningenu 268.000 delovne sile in stopnja brezposelnosti 9,6 %, kar je druga najvišja stopnja brezposelnosti v provinci na Nizozemskem. 

## Kultura

### Jezik
Groningen je dom nizko saškega narečja, imenovanega Gronings ( Grönnegs / Grunnegs v regionalnem jeziku Gronings). V vzhodnem delu Frizije se govorijo različice Groningerskega 'jezika'. Gronings ima lokalne odtenke, na primer ljudje v vzhodnem delu govorijo Gronings z večjim nemškim vplivom.. Dandanes veliko prebivalcev province ne govori narečja, zlasti v mestu Groningen, kamor se je preselilo veliko tujcev.

### Kulinarika
Tradicionalne jedi in dobrote iz Groningena so boerenkoolstamppot, droge worst, krentjebrij, oudewijvenkoek, poffert in spekdik . Tradicionalne alkoholne pijače so boerenjongens, boerenmeisjes, fladderak in heet bier .

### Muzeji
Museumhuis Groningen je krovna organizacija muzejev in drugih dediščinskih organizacij v provinci Groningen in ima 58 članov.   Muzej Groninger je najbolj obiskan muzej v provinci z 209.195 obiskovalci v letu 2015. Drugi muzeji in dediščinske organizacije z več kot 25 tisoč obiskovalci v letu 2015 so Fort Bourtange v Bourtangeu, Noordelijk Scheepvaartmuseum v Groningenu, samostan Ter Apel v Ter Apelu, Fraeylemaborg v Slochterenu, Nationaal Bus Museum v Hoogezandu in Museumspoorlijn STAR v Stadskanaalu. 

## Politika
Deželno vlado v Groningenu sestavljata provincialni svet, neposredno izvoljena zakonodajna veja oblasti, in provincialna izvršna veja oblasti. Kraljevi komisar, ki ga imenuje nacionalna vlada, je predsednik obeh vej.  Deželni svet Groningena sestavlja 43 članov, deželno izvršno oblast pa sestavljajo kraljev komisar in šest namestnikov.  Vlada ima sedež v mestu Groningen, ki je glavno mesto pokrajine.

## Znanost in izobraževanje
Univerza v Groningenu v mestu Groningen je bila ustanovljena leta 1614  in je edina raziskovalna univerza ( universiteit ) v provinci. 1. septembra 2013 je imel 29.407 študentov in 5.238 rednih sodelavcev.  Univerza ima deset fakultet: umetnost, vedenjske in družbene vede, ekonomijo in poslovanje, pravo, matematiko in naravoslovje, medicinske vede, filozofijo, prostorske vede, teologijo in verske študije ter University College Groningen. 
Univerza uporabnih znanosti Hanze, Univerza uporabnih znanosti NHL in Univerza uporabnih znanosti Stenden v mestu Groningen so javno financirane univerze uporabnih znanosti province ( hogescholen ).

## Poglej tudi
- Groningsko narečje
- Most Hoogholtje